# Elies I del Maine
Elies I del Maine   (França, segle XI - França, 11 de juliol de 1110), també anomenat de la Flèche o de Baugency, fou el comte del Maine, succint el seu cosí Hug V del Maine.

## Vida
Era fill de Jean de la Flèche i de Paula, filla d'Herbert I, comte del Maine. El 1092 el seu cosí Hug V va vendre-li el Maine per 10.000 xílings. Amb el suport de Folc IV el Tauró va continuar la guerra amb Robert II de Normandia. Després d'anar-se'n Robert II a la Primera Croada, Elies va fer la pau amb Guillem II, el regent de Robert a Normandia.

## Família
El 1090 Elies es va casar amb Matilde, la filla de Gervasi II de Château-du-Loir. Van tenir una filla, Ermengarda, casada amb Folc V d'Anjou.
El 1109, segons Orderic Vitalis, Elies es va tornar a casar amb Agnès, la filla de Guillem VIII d'Aquitània, després d'haver-se anul·lat el seu matrimoni amb Alfons VI de Lleó per causes de consanguinitat. Elies va morir l'any següent. Segons Jaime de Salazar y Acha, qui es va casar amb Elies no va ser pas Agnès, sinó l'última dona del rei Alfons VI, Beatriu de Poitiers, després de quedar-se vídua.